# シネハウス
株式会社シネハウス（英称：CINEHOUSE,INC.）は、テレビドラマ・映画・CMの企画・制作・制作協力する制作プロダクションである。1993年（平成5年）4月8日設立。
アズバーズ、イン・ナップ、ジニアス、オドボーラーズと共に、いわゆる制作ロケーション事業会社の一つである。
2008年11月20日、自己破産手続き開始により倒産。

## 沿革
- 1993年 - 創立時は、『シネハウス有限会社』として名義。

## 所在地
- 東京都新宿区新宿2丁目9番23号　SVAX新宿B館5F（〒160-0022）

## 役員
- 代表取締役社長 : 牧義寛
- 取締役 : 杉山直也・石川安男
- 監査役 : 高橋正一

## 所属スタッフ
- 牧義寛（社長／プロデューサー兼任制作担当）

## 主なテレビドラマ作品

### 連続ドラマ
- ひとりにしないで（1995.7月期 フジテレビ 木曜22時）
- オンリー・ユー～愛されて～（1996.1月期 よみうりテレビ 月曜22時）
- 翼をください!（1996.7月期 フジテレビ 月曜21時）
- ストーカー 逃げきれぬ愛（1997.1月期 よみうりテレビ 月曜22時）
- 冷たい月（1998.1月期 よみうりテレビ 月曜22時）
- 甘い結婚（1998.1月期 フジテレビ 木曜22時）
- 月曜ドラマ・イン スウィートデビル（1998.7月期 テレビ朝日 月曜20時）
- ハッピーマニア（1998.7月期 フジテレビ 水曜22時）
- 殴る女（1998.10月期 フジテレビ 火曜22時）
- ボーダー 犯罪心理捜査ファイル（1999.1月期 よみうりテレビ 月曜22時）
- お水の花道（1999.1月期 フジテレビ 水曜22時）
- リング〜最終章〜（1999.1月期 フジテレビ 木曜22時）
- 女医（1999.7月期 よみうりテレビ 月曜22時）
- てっぺん（1999.7月期 テレビ朝日 木曜21時）
- らせん（1999.7月期 フジテレビ 木曜22時）
- シンデレラは眠らない（2000.1月期 よみうりテレビ 月曜22時）
- 貯まる女（2000.1月期 テレビ東京 水曜20時）
- BRAND（2000.1月期 フジテレビ 木曜22時）
- 愛をください（2000.7月期 フジテレビ 水曜21時）
- 億万長者と結婚する方法（2000.7月期 日本テレビ 水曜22時）
- 催眠（2000.7月期 TBS 日曜21時）
- 愛の劇場 永遠の1/2（2000.9-11 TBS 月～金曜13時）
- 神様のいたずら（2000.10月期 関西テレビ 火曜22時）
- 土曜ナイトドラマ ただいま満室（2000.10月期 テレビ朝日 土曜21時）
- 新・お水の花道（2001.4月期 フジテレビ 火曜21時）
- OLヴィジュアル系［第2期］（2001.4月期 テレビ朝日 金曜23時）
- 非婚家族（2001.7月期 日本テレビ 木曜22時）
- 生きるための情熱としての殺人（2001.7月期 テレビ朝日 金曜23時）
- 婚外恋愛（2002.1月期 テレビ朝日 木曜21時）
- ナースマン（2002.1月期 日本テレビ 土曜21時）
- 天国への階段（2002.4月期 よみうりテレビ 月曜22時）
- 整形美人。（2002.4月期 フジテレビ 火曜21時）
- ごくせん［第1期］（2002.4月期 日本テレビ 水曜22時）
- ビッグマネー!～浮世の沙汰は株しだい～（2002.4月期 フジテレビ 木曜22時）
- 恋愛偏差値（2002.7月期 フジテレビ 木曜22時）
- 顔（2003.4月期 フジテレビ 火曜21時）
- WATER BOYS（2003.7月期 フジテレビ 火曜21時）
- あした天気になあれ。（2003.10月期 日本テレビ 土曜21時）
- WATER BOYS2（2004.7月期 フジテレビ 火曜21時）
- ラストクリスマス（2004.10月期 フジテレビ 月曜21時）
- めだか（2004.10月期 フジテレビ 火曜21時）
- 黒革の手帖（2004.10月期 テレビ朝日 木曜21時）
- みんな昔は子供だった（2005.1月期 関西テレビ 火曜22時）
- ごくせん［第2期］（2005.1月期 日本テレビ 土曜21時）
- エンジン（2005.4月期 フジテレビ 月曜21時）
- 海猿（2005.7月期 フジテレビ 火曜21時）
- あいのうた（2005.10月期 日本テレビ 水曜22時）
- ドラマ24 嬢王（2005.10月期 テレビ東京 金曜深夜）
- アンフェア（2006.1月期 関西テレビ 火曜22時）
- CAとお呼びっ!（2006.7月期 日本テレビ 水曜22時）
- 不信のとき～ウーマン・ウォーズ～（2006.7月期 フジテレビ 木曜22時）
- だめんず・うぉ〜か〜（2006.10月期 テレビ朝日 木曜21時）
- 牛に願いを Love&Farm（2007.7月期 関西テレビ 火曜22時）
- ドラマ30 ナツコイ（2008.6月～8月 毎日放送 昼13時30分）

### 単発ドラマ
- 金曜エンタテイメント 昭和推理傑作選・横溝正史シリーズ「女怪」（1996.4 フジテレビ）
- 金曜エンタテイメント 昭和推理傑作選・横溝正史シリーズ「悪魔が来りて笛を吹く」（1996.10 フジテレビ）
- 愛と青春の宝塚（2002.1 フジテレビ）
- 天国のダイスケへ～箱根駅伝が結んだ絆～（2003.1 日本テレビ）
- WATER BOYS 2005夏（2005.7 フジテレビ）
- 積木くずし真相 ～あの家族、その後の悲劇～（2005.9 フジテレビ）
- 水曜ミステリー9 エド・マクベイン 殺意（2005.9 テレビ東京）
- 土曜ワイド劇場 ユニット（2006.2 テレビ朝日）
- P&Gドラマスペシャル シャワーGirl!（2007.12 テレビ朝日）

## 主な映画作品
- アオグラ
- バッシュメント